# Гай Цедиций
Гай Цеди́ций (лат. Gaius Caedicius; IV—III века до н. э.) — римский военачальник из плебейского рода Цедициев. Упоминается в сохранившихся источниках только один раз — как легат в составе армии консула Луция Папирия Курсора (293 год до н. э.). В битве с самнитами при Аквилонии он командовал вместе с Титом Требонием конницей, чья атака обеспечила римлянам победу.